# Ron Todd (syndicaliste)
Pour les articles homonymes, voir Ron Todd.
Ronald Todd (11 mars 1927 - 30 avril 2005), plus connu sous le nom de Ron Todd est un syndicaliste britannique, secrétaire général du syndicat Transport and General Worker's Union (TGWU), de 1985 à 1992,,.